# Discografia di Obie Trice

## Album

### Album in studio
| Titolo                                                                                 | Dettagli album                                                                                            | Posizione classifiche | Posizione classifiche | Posizione classifiche | Posizione classifiche | Posizione classifiche | Posizione classifiche | Posizione classifiche | Posizione classifiche | Posizione classifiche | Posizione classifiche | Vendite                             | Certificazioni                         |
| Titolo                                                                                 | Dettagli album                                                                                            | US                    | US R&B                | US Rap                | AUS                   | CAN                   | IRE                   | NL                    | NZ                    | SWI                   | UK                    | Vendite                             | Certificazioni                         |
| -------------------------------------------------------------------------------------- | --- | --------------------- | --------------------- | --------------------- | --------------------- | --------------------- | --------------------- | --------------------- | --------------------- | --------------------- | --------------------- | ----------------------------------- | -------------------------------------- |
| Cheers                                                                                 | - Uscita: 23 settembre 2003 - Etichetta: Shady, Interscope - Formato: CD, LP, cassette, download digitale | 5                     | 3                     | —                     | 24                    | 2                     | 11                    | 41                    | 10                    | 36                    | 11                    | - USA: 1.400.000 - Mondo: 2.000.000 | - RIAA: Platino - ARIA: Oro - BPI: Oro |
| Second Round's on Me                                                                   | - Uscita: 15 agosto 2006 - Etichetta: Shady, Interscope - Formato: CD, LP, download digitale              | 8                     | 5                     | 2                     | —                     | 4                     | 50                    | 97                    | 29                    | 31                    | 46                    |                                     |                                        |
| Bottoms Up                                                                             | - Uscita: 3 aprile 2012 - Label: Black Market Entertainment - Formato: CD, download digitale              | 113                   | 18                    | 15                    | —                     | —                     | —                     | —                     | —                     | —                     | —                     |                                     |                                        |
| The Hangover                                                                           | - Uscita: 7 agosto 2015 - Etichetta: Black Market Entertainment - Formato: CD, download digitale          | 110                   | 15                    | 13                    | —                     | —                     | —                     | —                     | —                     | —                     | —                     |                                     |                                        |
| The Fifth                                                                              | - Uscita: 23 agosto 2019 - Etichetta: Black Market Entertainment - Formato: CD, download digitale         | —                     | —                     | —                     | —                     | —                     | —                     | —                     | —                     | —                     | —                     |                                     |                                        |
| "—" indica un album che non è entrato in classifica o non è uscito in quel territorio. | |                       |                       |                       |                       |                       |                       |                       |                       |                       |                       |                                     |                                        |

### Compilation
- 2009: Special Reserve

### Mixtape
- 2003: The Bar Is Open (con DJ Green Lantern)
- 2006: Bar Shots (con DJ Whoo Kid)
- 2007: The Most Under Rated (con DJ Whoo Kid)
- 2012: Watch the Chrome (con DJ Whoo Kid)

## Singoli
- 2002: Rap Name - 8 Mile soundtrack
- 2003: Got Some Teeth - Cheers
- 2004: The Set Up (feat. Nate Dogg) - Cheers
- 2004: Don't Come Down - Cheers
- 2005: Wanna Know - Second Round's on Me
- 2006: Snitch (feat. Akon) - Second Round's on Me
- 2006: Cry Now - Second Round's on Me
- 2006: Jamaican Girl - Second Round's on Me
- 2009: Got Hungry - Special Reserve
- 2011: Battle Cry (feat. Adrian Rezza) - Bottoms Up
- 2012: Spend the Day (feat. Drey Skonie) - Bottoms Up
- 2012: Spill My Drink - Bottoms Up
- 2013: Bang - The Hangover
- 2016: Ass (feat. Magnedo7) - The Fifth
- 2019: 92 - The Fifth

## Collaborazioni/partecipazioni
- "Doe Ray Me" D12 e Obie Trice
- "Love Me" Eminem, 50 Cent e Obie Trice
- "Drips" Eminem e Obie Trice
- "Spend Some Time" Eminem, 50 Cent, Stat Quo e Obie Trice
- "Adrenaline Rush" Obie Trice
- "Fok de Macht" The Opposites e Obie Trice
- "Loyalty" D12 e Obie Trice
- "Doctor Doctor" Bizarre e Obie Trice
- "72nd & Central" Proof, J-Hill e Obie Trice
- "Stay Bout It" Obie Trice e Stat Quo
- "Growing Up in the Hood" The Game e Obie Trice
- "Hennessey" 2Pac e Obie Trice
- "Drama Setter" Tony Yayo, Eminem, e Obie Trice
- "War" Trick Trick e Obie Trice
- "Hustler" 50 Cent e Obie Trice
- "Get That Money" 50 Cent, Obie Trice, e Lloyd Banks
- "Get That Money (remix)" 50 Cent, Obie Trice, Lloyd Banks, e Krondon
- "Situations" King Gordy e Obie Trice
- "Go To Sleep" Eminem, Obie Trice, e DMX
- "I'm Gone" Eminem, Obie Trice, e DJ KaySlay
- "Look At Me Now (remix)" Akon e Obie Trice
- "Fire" Ray Ray e Obie Trice
- "They Wanna Kill Me" Obie Trice e Morgan Eastwood
- "It Has Been Said" The Notorious B.I.G., Diddy, Eminem e Obie Trice
- "Gallery" Mario Vazquez ft. Obie Trice